# Cròniques de Holinshed
Chronicles of England, Scotland, and Ireland, o Cròniques d'Anglaterra, Escòcia i Irlanda, és un treball conjunt publicat en diversos volums i en dues edicions, la primera del 1577 i la segona del 1587. És una descripció exhaustiva de la història de les Illes Britàniques.
Les cròniques són una font d'interés per la seua relació amb les obres teatrals de Shakespeare.

## Descripció
El 1548, l'impressor londinenc Reginald Wolfe tingué la idea de crear una «cosmografia universal del món sencer, amb històries particulars de tota nació coneguda». Wolfe volia que publicar el treball en anglés, i dotar-lo de mapes i il·lustracions. L'impressor adquirí gran part dels texts de John Leland, hi compongué cronologies i dibuixà mapes actualitzats. Quan Wolfe s'adonà que no podria completar aquest projecte sol, va contractar Raphael Holinshed i William Harrison perquè l'ajudassen.

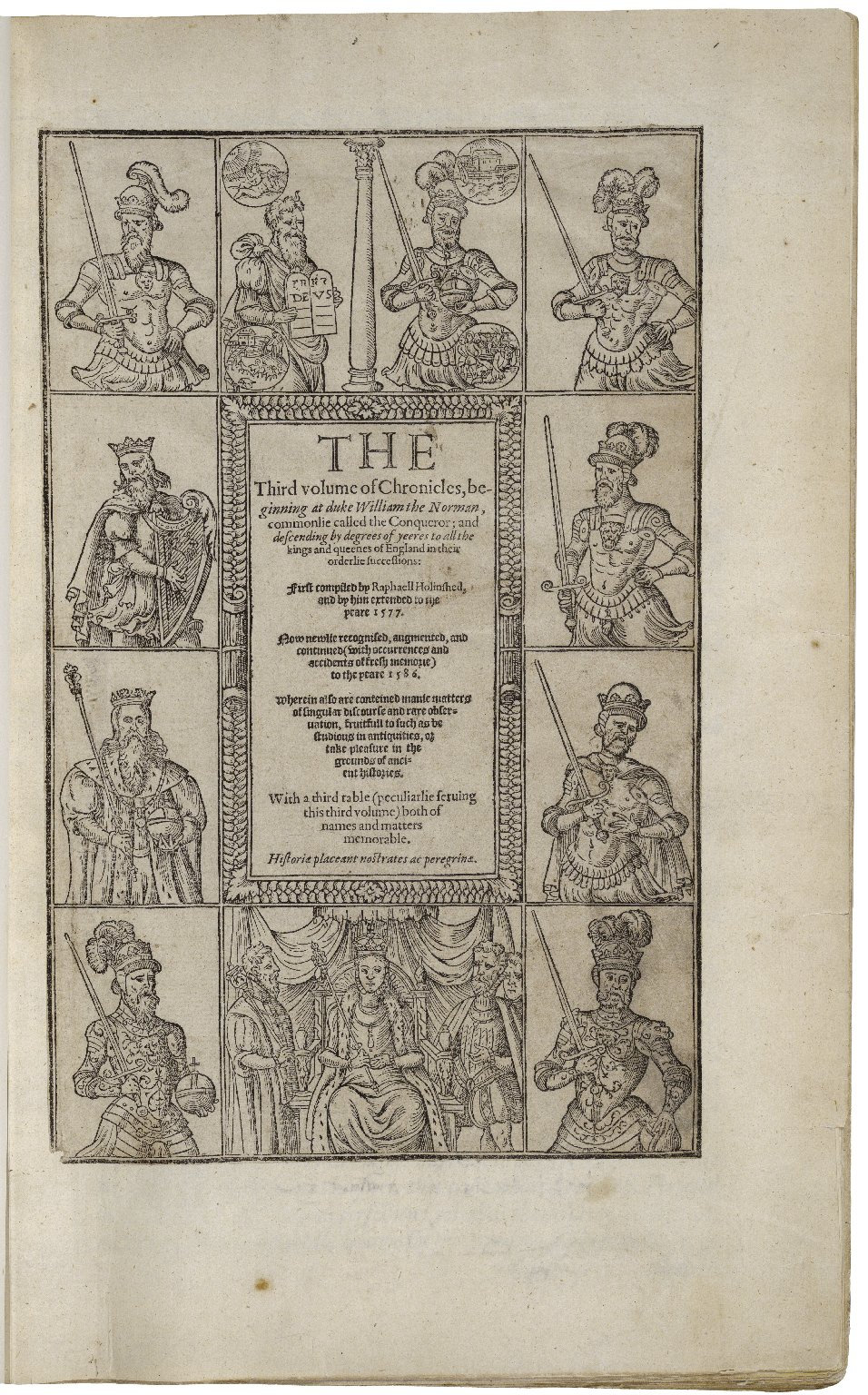
Segona edició de les Cròniques

Wolfe morí el 1573 sense finalitzar el projecte, que després de ser d'un treball específic sobre les Illes Britàniques, el gestionà un consorci de tres membres de l'Excel·lentíssima Companyia d'Impressors i Editors. Aquest consorci hi mantingué Raphael Holinshed, que va contractar a William Harrison, Richard Stanyhurst, Edmund Campion i John Hooker. Al 1577 es publicà en dos toms, després de passar la censura del consell privat, que suprimí part del treball de Stanyhurst sobre Irlanda. Quan les cròniques s'editaren per primera volta, molts erudits les van acollir amb recel, per considerar-les un treball poc acadèmic.

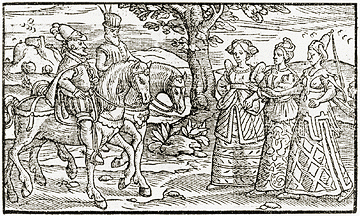
Imatge genèrica utilitzada per a il·lustrar la «trobada de Macbeth i Banquo amb les bruixes» en la 1a edició de les Cròniques de Holinshed

## Influència en Shakespeare
És una «creença generalitzada» que William Shakespeare emprà la 2a edició revisada de les Cròniques (publicada al 1587) com a font d'alguns dels seus drames històrics, de la trama de Macbeth i de parts d'El rei Lear i Cimbelí.
Altres dramaturgs, com Christopher Marlowe, també les usaren com a font.

### LesCròniquesiMacbeth
Shakespeare usà profusament el treball de Holinshed en Macbeth, però de manera modificada. Un exemple en són les tres bruixes, que Holinshed descriu com «criatures del bosc (…) nimfes o fades». Les nimfes i les fades se solen considerar éssers bells i joves, però les tres bruixes de Shakespeare són lletges i fosques. Degué fer aquest canvi per afegir-hi suspens i fer l'obra més tenebrosa. A més, en les Cròniques no apareix cap descripció del personatge de Macbeth, per això Shakespeare improvisà algunes vegades. També pren del treball de Holinshed els personatges de Banquo i Fleance, però a hores d'ara molts historiadors els consideren mítics, creats pels dirigents d'Escòcia en l'època de la publicació de les Cròniques.